# Druckzwiebel
In der Bodenmechanik ist die Druckzwiebel eine bestimmte Form der Druckverteilung, die sich unter einer äußeren Auflast einstellt. Von Bedeutung ist die Druckzwiebel in der Bau-, Land- und Forstwirtschaft.

„Im Baugrund, der nicht vollelastisch isotrop ist (der Boden folgt nur näherungsweise dem Hookeschen Gesetz), erhalten Isobaren eine mehr oder weniger gestreckte Form; es bildet sich die sog. Druckzwiebel.“

Berechnungen der Druckzwiebel sind nie exakt, da der Konzentrationsfaktor von Baugrund nur geschätzt wird und nicht genau bestimmbar ist. Die Abweichungen betragen üblicherweise ca. 30 %, da ein Konzentrationsfaktor von 3–4 angenommen werden kann. Üblicherweise wird der Wert 3 angenommen.

## Definition
Bei steifen, aber nicht besonders zugfesten Stoffen wie Mauerwerk und unbewehrtem Beton geht man davon aus, dass sich eine Punktlast nur auf einen dreiecksförmigen bzw. kegeligen Bereich unterhalb des Angriffspunkts auswirkt, dessen Begrenzung nicht mehr als etwa 30° von der Senkrechten abweicht. 
Bei elastischen oder plastischen Stoffen können Scherspannungen hingegen durch Verformung ausgeglichen werden, so dass sich eine kreisförmige oder elliptische Druckverteilung einstellt.
Die Druckzwiebel bezeichnet die Darstellung der Isobaren in elastisch-plastischen Feststoffen. Das Schnittbild zeigt einen Querschnitt durch einen Feststoff mit zumindest einer freien Oberfläche. An der Oberfläche wirkt eine Kraft, deren Angriffsfläche klein ist gegenüber den Abmessungen des Festkörpers. Im Schnittbild werden Linien durch Punkte eingezeichnet, an welchen sich durch die Einwirkung der Kraft der gleiche Druck einstellt, die Isobaren. Wenn die Isobaren kreisförmig oder elliptisch verlaufen, nennt man diese Darstellung Druckzwiebel. 
Der Druck ist eine skalare, also richtungslose Größe. In welche Richtung die Kräfte wirken, geht aus der Darstellung daher nicht unbedingt hervor. Zweckmäßigerweise werden die zu zeichnenden Isobaren an äquidistanten Drücken gewählt, so dass sich ähnlich den Höhenlinien einer topographischen Karte ein Bild von der Zu- und Abnahme der Drücke durch die Dichte der Isobaren ausdrückt.

Druckzwiebel unter einem Landmaschinenrad

## Bedeutung in der Land- und Forstwirtschaft
Land- und Forstmaschinen fahren mit Luftreifen über den Erdboden. Zur Steigerung der Effizienz werden die Maschinen teils größer, aber durch Zusatzfunktionen auch schwerer. Dies führt zu erhöhten Flächenlasten und in der Folge zu Bodenverdichtung. Ab gewissen Grenzen ist Bodenverdichtung zum Beispiel im Ackerbau nicht reversibel. Im Wald kann neben der zahlenmäßigen Bodenverdichtung auch das Ökosystem des Bodens geschädigt werden. Die Land- und Forstwirtschaft versucht daher, die Kräfte, die im Untergrund durch Befahrung entstehen, zu erfassen, zu berechnen und zu minimieren.
Bei der Messung und Simulation der Druckausbreitung unter einem Fahrzeug ist die Darstellung in Form einer Druckzwiebel sehr hilfreich. Bei gut gewählten Skalen kann auf einen Blick erkannt werden, wie schädigend z. B. eine bestimmte Reifenbreite zusammen mit einer Last auf den Untergrund wirkt. Die Druckzwiebel zeigt, wie schnell sich der Druck verteilt und welche Werte er maximal erreicht.

## Im Bauingenieurwesen
Die Berechnung bzw. Messung von Drücken unter Bauwerken und ihre bildliche Darstellung als Druckzwiebel gibt Aufschluss über den Zustand des Bodens, seine aktuelle Verdichtung und die noch mögliche Verdichtung durch zusätzliche Druckeinwirkung. Von praktischer Bedeutung ist dies beispielsweise, wenn in der Umgebung bestehender Bauwerke neue Bauwerke errichtet werden sollen. Die Darstellung der Druckzwiebel unter bestehenden Bauwerken zeigt die ungleichmäßige Verdichtung des Grundes in deren Umgebung. Eine solche ungleichmäßige Verdichtung kann zu einer ungleichmäßigen und damit schädlichen Setzung von neuen Bauwerken in der Nachbarschaft führen. Die grafische Darstellung der Druckzwiebel bildet daher eine besonders anschauliche Möglichkeit solche Probleme zu erkennen und Gegenmaßnahmen zu ergreifen.

## Verwendung in anderen Wissenschaften
Im Straßenbau sind Druckbetrachtungen meist anders als im Ackerbau, da die meisten Straßenbaustoffe dem Hookeschen Gesetz folgen und sich damit keine Druckzwiebeln aufbauen. Im Maschinenbau und verwandten Wissenschaften werden ähnliche Darstellungen benutzt, der Begriff Druckzwiebel ist hier jedoch nicht geläufig.